# Temporada de ciclones en la región australiana de 1999-2000
La temporada de ciclones en la región australiana de 1999-2000 fue una temporada de ciclones tropicales ligeramente superior a la media. Se desarrolló desde el 1º de noviembre de 1999 hasta el 30 de abril de 2000. El plan operativo regional de ciclones tropicales también define un "año de ciclones tropicales" por separado de una "temporada de ciclones tropicales", y el "año de ciclones tropicales" para esta temporada se extiende desde el 1 de julio de 1999 hasta 30 de junio de 2000.
Dos de los ciclones más notables de la temporada fueron Steve y Rosita. El ciclón Steve atravesó todo el continente australiano y, aunque fue un ciclón bastante débil, provocó inundaciones generalizadas en Queensland, el Territorio del Norte y Australia Occidental, mientras que el ciclón Rosita golpeó casi directamente a Broome como un ciclón severo de categoría 4, devastando varias estaciones remotas y el ciudad en sí. Rosita sorprendió a muchos vecinos de su llegada, ya que tocó tierra muy tarde en la temporada.

## Sistemas

### Ciclón tropical Ilsa
Ilsa se formó al noreste de las Islas Cocos el 11 de diciembre de 1999. El ciclón se movió hacia el sur de la Isla Christmas el día 13 produciendo un fuerte oleaje que causó algunos daños. Su desarrollo se vio obstaculizado por la cizalladura vertical del viento durante gran parte de su vida útil. Después de un largo camino hacia el este a través del Océano Índico, finalmente cruzó la costa de Australia Occidental en la playa de Eighty Mile cerca de Sandfire Roadhouse durante las primeras horas de la tarde del 17 de diciembre de 1999. Aparte de producir fuertes lluvias, Ilsa no produjo ningún daño significativo.

### Ciclón tropical severo John
El ciclón tropical John comenzó como baja al suroeste de Timor el 9 de diciembre de 1999. Se intensificó rápidamente y avanzó hacia la costa de Pilbara en Australia Occidental. Justo antes de tocar tierra fue una tormenta severa de categoría 5 con una presión central de 915 hPa, con vientos estimados en hasta 205 km/h (130 mph). El ciclón cruzó la costa justo al oeste de Whim Creek entre Port Hedland y Karratha a las 8:30 a. m. (WST) del 15 de diciembre de 1999. En el momento del cruce costero, se estimó que tenía una presión central entre 930 y 940 hPa. El ciclón se movió tierra adentro antes de disiparse al día siguiente.
Port Hedland experimentó vientos huracanados durante un período de 18 horas y se observaron vientos cercanos a la fuerza de tormenta con ráfagas de 124 km/h (78 mph) el 15 de diciembre durante la mayor parte del día. La Autoridad de Port Hedland registró una marejada ciclónica máxima de 2 metros a las 6 a. m. WST. En Karratha, en el lado occidental de la circulación, la ráfaga de viento máxima registrada fue de 113 km/h (70 mph). En Cape Lambert, los vientos promediaron 150 km/h (95 mph) durante 5 horas con una ráfaga máxima de 210 km/h (130 mph).
Hubo algunos daños menores en Karratha. Los fuertes vientos y las inundaciones causaron grandes daños estructurales en muchas estaciones en Pilbara y las operaciones mineras se suspendieron en muchos sitios. El Whim Creek Hotel, de 113 años de antigüedad, sufrió daños importantes con la pérdida del piso superior y la ciudad de Newman experimentó algunas inundaciones (se registraron 500 mm (20 pulgadas) de lluvia). Sin embargo, las principales ciudades de Pilbara escaparon de cualquier daño grave, y el daño fue relativamente leve debido a la escasez de población en el área donde John golpeó. No hubo muertes de John.
Diez horas antes de tocar tierra en la costa australiana, John se dirigía hacia el sur directamente hacia Karratha y Dampier. Si John no hubiera podido girar hacia el sureste como lo hizo, el daño a las ciudades de Karratha, Dampier, Roebourne y Wickham causado por John habría sido mucho peor.

### Ciclón tropical severo Kirrily
El ciclón tropical Kirrily se formó a unos 350 km (215 millas) al este de las Islas Cocos el 24 de enero de 2000 y se trasladó al suroeste hacia la costa de Australia Occidental. Kirrily se intensificó, alcanzando el estatus de Categoría 2 el 27 de enero. El 28 de enero, Kirrily giró hacia el suroeste, alejándose de la costa, debilitándose a una fuerza inferior al ciclón para el 31 de enero, mientras se encontraba aproximadamente a 900 km (560 millas) al oeste de Carnarvon. Se estimó que la presión central más baja alcanzó los 970 hPa.

### Ciclón tropical severo Leon-Eline
Un área de baja presión se desarrolló dentro de la vaguada del monzón el 1 de febrero, mientras se encontraba a unos 250 km (155 millas) al sur de la isla indonesia de Bali. La baja se formó debido a una oleada de energía dentro del monzón que había cruzado el ecuador desde el noroeste. La convección asociada fue inicialmente escasa, y durante los días siguientes el sistema siguió hacia el oeste-suroeste sin mucho desarrollo, moviéndose alrededor de una gran cresta sobre el noroeste de Australia. Inicialmente hubo una cizalladura del viento moderada en la región, aunque un anticiclón se estaba desarrollando en altura, lo que permitió que la convección pudiera persistir sobre el centro y desarrollar gradualmente el flujo de salida. A fines del 3 de febrero, el Centro de Alerta de Ciclones Tropicales de Perth (PTCWC) mejoró la baja tropical a Categoría 1 en la escala de ciclones tropicales de Australia , estimando vientos sostenidos de 10 minutos de 65 km/h (40 mph). A las 04:00 UTC del día siguiente, el PTCWC nombró a la tormenta Ciclón Tropical León. Una hora antes, el Centro Conjunto de Advertencia de Tifones (JTWC) inició avisos sobre el ciclón tropical 11S, mientras que la tormenta se localizó a unos 215 km (130 millas) al sur-sureste de la Isla de Navidad.
Después de convertirse en una tormenta con nombre, León giró más hacia el oeste-suroeste, debido a una depresión que debilitó la cresta hacia el sur. La tormenta desarrolló un aumento de las bandas convectivas, ayudado por la disminución de la cizalladura del viento, y se intensificó rápidamente. A principios del 5 de febrero, el PTCWC actualizó León a una categoría 3 en la escala australiana, estimando vientos de 10 minutos de 120 km/h (75 mph). A las 22:00 UTC de ese día, la agencia estimó un pico inicial de 140 km/h (85 mph). El 6 de febrero, el ciclón desarrolló un ojo en el centro de la convección que solo era visible en el sensor de microondas/generador de imágenes especial, no en las imágenes de satélite. El mismo día, el JTWC actualizó León al equivalente de un huracán mínimo, estimando vientos de 1 minuto de 140 km/h (85 mph). Una vaguada que pasaba hacia el sur aumentó la cizalladura del viento, lo que provocó que la tormenta se debilitara. Alrededor de ese tiempo, León pasó unos 510 km (315 millas) al sur de las Islas Cocos, mientras giraba más hacia el oeste después de que la cresta se fortaleciera hacia el sur. El 8 de febrero, la circulación quedó expuesta a las tormentas que disminuían rápidamente. A las 18:00 UTC de ese día, León cruzó 90°E hacia el suroeste del Océano Índico.

### Ciclón tropical Marcia
Marcia era un ciclón de categoría 1 que se formó el 15 de febrero y permaneció casi estacionario en el Océano Índico abierto alrededor de las 15˚S, 103˚E. Perth emitió su advertencia final el 17 de febrero a las 0400 UTC, degradando a un mínimo tropical. Marcia se disipó el 21 de febrero. La presión central más baja fue de 992 hPa alcanzada el 16 de febrero a las 1000 UTC.

### Ciclón tropical Steve
Steve, un ciclón de larga duración que duró 13 días, tocó tierra cuatro veces en el continente australiano. Se formó el 25 de febrero de 2000 y cruzó la costa de Queensland al norte de Cairns el mismo día que una fuerte Categoría 2 en la escala australiana. Se debilitó a un mínimo y luego se reconstruyó en el Golfo de Carpentaria. Steve luego cruzó hacia el Territorio del Norte y se debilitó nuevamente. Luego, la baja se movió sobre el Océano Índico cerca de Broome y se reformó nuevamente en un ciclón tropical. Se intensificó a una fuerte Categoría 2, alcanzó su máxima intensidad y tocó tierra al oeste de Karratha. Se debilitó a Categoría 1 y emergió de nuevo sobre el Océano Índico cerca de Carnarvon. Finalmente, tocó tierra por cuarta vez como categoría 1 débil el 9 de marzo de 2000 cerca de Bahía Shark. Aceleró hacia el sureste hacia Esperance y emergió sobre la Gran Bahía Australiana donde se volvió extratropical.
Hubo grandes daños en una amplia zona de Australia, desde Cairns en Queensland hasta Esperance en Australia Occidental el 11 de marzo. La mayor parte del daño fue causado por graves inundaciones que resultaron en costos superiores a $ 100 millones (AUD). No hubo informes de muertes por el ciclón Steve.

### Ciclón tropical severo Norman
El ciclón tropical severo Norman se desarrolló a partir de una baja que se movió frente a la costa occidental de Kimberley el 29 de febrero de 2000. El ciclón siguió en paralelo a la costa de Pilbara durante 3 días a una distancia de unos 250 km (155 millas), antes de continuar en dirección oeste. de la costa de Australia Occidental. Norman alcanzó rápidamente un pico de intensidad como un ciclón de categoría 4 el 2 de marzo con una presión central estimada en 920 hPa, mientras que a unos 780 km (485 millas) al oeste-noroeste de Exmouth. Norman pronto se debilitó durante los siguientes 2 días. Durante el 6 de marzo, el ciclón cambió de dirección hacia el sur. El sistema finalmente se disipó el 8 de marzo. Norman no tuvo un impacto directo en Australia Occidental.

### Ciclón tropical Olga
Olga se formó a partir de una baja que se desarrolló en el mar de Timor el 15 de marzo de 2000. La baja mantuvo una trayectoria oeste suroeste, paralela a las costas de Kimberley y Pilbara. La baja se denominó Ciclón Tropical Olga el 17 de marzo, mientras se encontraba aproximadamente a 570 km (355 millas) al norte de Exmouth. Olga se intensificó a la categoría 2 con una presión central de 980 hPa. Para el 20, el sistema se había debilitado a un nivel bajo tropical mientras se encontraba a unos 970 km (605 millas) al oeste de Carnarvon. El sistema no tuvo ningún efecto directo en Australia Occidental.

### Ciclón tropical Hudah
Hudah se desarrolló por primera vez como una perturbación incrustada dentro de la vaguada del monzón el 22 de marzo, dentro de la cuenca ciclónica de la región australiana. Moviéndose hacia el oeste como resultado de una fuerte cresta subtropical hacia el sur, la tormenta se intensificó rápidamente y alcanzó la intensidad de un ciclón de categoría 2 el 25 de marzo antes de ingresar a la cuenca ciclónica del suroeste de la India. Por diversas razones que aún se desconocen, el ciclón solo recibió un nombre cuando cruzó al área de responsabilidad del Centro Meteorológico Regional Especializado en Reunión.

### Ciclón tropical severo Tessi
Una baja tropical en el norte del Mar de Coral se movió hacia la costa, se profundizó en el Ciclón Tropical Tessi el 2 de abril y cruzó la costa cerca de Bambaroo y Crystal Creek (80 km (50 millas) al norte de Townsville) a principios de abril 3 como un sistema de Categoría 2 al tocar tierra.
Los vientos de Tessi quitaron el techo de edificios, arrancaron árboles y derribaron líneas eléctricas en el área entre Ingham y Ayr. The Strand sufrió daños por las olas con varios barcos destruidos. Las fuertes lluvias causaron deslizamientos de tierra en Castle Hill de Townsville, destruyendo dos casas y requiriendo la evacuación de otras cincuenta casas. Se informó de daños considerables a la propiedad personal y a la infraestructura de la ciudad de Townsville. Townsville Aero informó una ráfaga de viento récord en abril de 130 km / h (81 mph), una precipitación diaria récord en abril total de 271,6 mm (10,7 pulgadas) y el ciclón fue la principal contribución a un total mensual récord de abril de 546,2 mm (21,5 pulgadas). ). Además, también se informó de daños moderados en la Isla Magnética y el entonces Thuringowa.
Las inundaciones leves a moderadas en el río Haughton aumentaron a mayores en los tramos más bajos, registrándose el nivel más alto desde el inicio de los registros en 1978 en Giru.

### Ciclón tropical Vaughan
Una baja tropical se identificó por primera vez cerca de Nueva Caledonia el 29 de marzo. La baja se movió hacia el noroeste a través del Mar de Coral para convertirse en el ciclón tropical Vaughan a principios del 4 de abril. El sistema se intensificó rápidamente a Categoría 2 durante la mañana del día 4 y siguió hacia el oeste hacia la costa tropical del norte de Queensland. El ciclón Vaughan se debilitó un poco durante el 5 de abril y fue degradado a un sistema de Categoría 1 antes de volver a intensificarse a la Categoría 2 a principios del 6 de abril. Sin embargo, a última hora de la mañana del día 6, el sistema volvió a debilitarse rápidamente y se degradó por debajo de la fuerza del ciclón durante la tarde. Los restos del ciclón Vaughan se desplazaron lentamente hacia el noroeste y se disiparon durante el 7 de abril. No hubo evidencia de ningún impacto significativo en la costa de Vaughan.

### Ciclón tropical severo Paul
Paul se formó a unos 1000 km (620 millas) al norte de Karratha el 13 de abril de 2000 y se trasladó al oeste, lejos de la costa de Australia Occidental, por lo que nunca representó una amenaza para las comunidades costeras. El ciclón mostró una rápida intensificación y el ciclón tropical severo Paul alcanzó la categoría 5 durante el 15 de abril, y se estimó que la presión central más baja fue de alrededor de 920 hPa al día siguiente. El ciclón tropical severo Paul pasó a unos 200 km (125 millas) al sur de las Islas Cocos (Keeling) durante el día 17 y la presión central se estimó en alrededor de 940 hPa. Las ráfagas de viento en las Islas Cocos fueron del orden de 50 km / h (30 mph). TC Paul continuó debilitándose a medida que el sistema seguía una trayectoria general de oeste a suroeste a través del Océano Índico. El ciclón se desaceleró hasta quedar casi estacionario el 20 de abril y se debilitó por debajo de la fuerza del ciclón. Perth emitió la advertencia final para TC Paul el 20 de abril cuando el ciclón de categoría 1 se encontraba en las proximidades de la latitud 14,7° sur y la longitud 94,3° este.

### Ciclón tropical severo Rosita
Rosita fue nombrada el 17 de abril mientras se encontraba a 670 km (415 millas) al norte de Port Hedland. Se intensificó rápidamente hasta convertirse en una tormenta de categoría 5 el 19 de abril mientras se desplazaba hacia el este-sureste. Rosita golpeó la costa de Kimberley como Categoría 4 a la 0100 horas WST el 20 de abril de 2000, a 40 km (25 millas) al sur de Broome. Según la Oficina de Meteorología, Rosita tocó tierra como un ciclón de categoría 5. Se estimó que su presión central más baja era de 930 hPa un par de horas antes de tocar tierra. El pequeño ciclón dejó graves daños estructurales en el complejo turístico Eco Beach, las estaciones Yardoogarra y Thangoo. En otros lugares hubo daños considerables en árboles y líneas eléctricas.

### Otros sistemas
El 2 de diciembre, TCWC Brisbane informó que se había desarrollado una baja tropical dentro de una vaguada monzónica a unos 325 km (200 millas) al norte de Cook Town. Durante ese día, la baja se movió hacia el este mientras se debilitaba, antes de que TCWC Brisbane emitiera el boletín final sobre la baja temprano al día siguiente.
El 10 de enero, se desarrolló una baja tropical al noroeste de Cairns. Se movió hacia el sureste antes de que se notara por última vez, al día siguiente.
El 19 de febrero, se formó una baja tropical débil a unos 225 km al este-sureste de Townsville. Se quedó inmóvil hasta que se vio por última vez el mismo día. Existe la posibilidad de que Steve se haya formado a partir del remanente de este bajo.
Se vio una baja tropical comenzando a formarse, mientras se encontraba sobre el Mar de Salomón el 14 de marzo. Se movió hacia el sureste antes de que se notara por última vez mientras se disipaba el 16 de marzo, al norte de Townsville.
El 26 de abril, se detectó una baja tropical al oeste de Cooktown. Se movió hacia el oeste, antes de girar hacia el norte y hacia el este, hasta que entró en la cuenca del Pacífico Sur el 31 de abril. Serpenteó en la cuenca, antes de volver a entrar en la cuenca australiana el 2 de mayo. Aceleró hacia el oeste hasta que se observó por última vez cerca de Mackay el mismo día. También poseía vientos huracanados; sin embargo, al igual que el mínimo que se formó dos días después, no se nombró.
El último sistema de la temporada se formó el 20 de mayo como un bajo tropical al sur de las Islas Salomón. Fue visto por última vez el 23 de mayo cuando ingresó a la cuenca del Pacífico Sur.

## Efectos estacionales
| Nombre                 | Duración                   | Intensidad pico                       | Intensidad pico                   | Intensidad pico        | Zonas afectadas                                        | Daños (AU$) | Daños (US$) | Fallecidos |
| Nombre                 | Duración                   | Categoría                             | Velocidad del viento (km/h (mph)) | Presión (hPa)          | Zonas afectadas                                        | Daños (AU$) | Daños (US$) | Fallecidos |
| ---------------------- | -------------------------- | ------------------------------------- | --------------------------------- | ---------------------- | ------------------------------------------------------ | ----------- | ----------- | ---------- |
| TL                     | 2-3 de diciembre           | Tropical bajo                         | No especificado                   | 1.002 hPa (29,59 inHg) | Cabo York                                              | Ninguno     | Ninguno     | Ninguno    |
| Ilsa                   | 9-17 de diciembre          | Ciclón tropical de categoría 2        | 100 km/h (65 mph)                 | 980 hPa (28,94 inHg)   | Oeste de Australia                                     |             |             |            |
| John                   | 9-16 de diciembre          | Ciclón tropical severo de categoría 5 | 205 km/h (130 mph)                | 915 hPa (27,02 inHg)   | Pilbara, Australia Occidental                          |             |             |            |
| TL                     | 21-23 de enero             | Tropical bajo                         |                                   |                        |                                                        |             |             |            |
| Kirrily                | 24 de enero-2 de febrero   | Ciclón tropical de categoría 2        | 110 km/h (70 mph)                 | 975 hPa (28,79 inHg)   |                                                        |             |             |            |
| Leon                   | 1-8 de febrero             | Ciclón tropical severo de categoría 3 | 140 km/h (85 mph)                 | 960 hPa (28,35 inHg)   |                                                        |             |             |            |
| Marcia                 | 14-18 de febrero           | Ciclón tropical de categoría 1        | 65 km/h (40 mph)                  | 995 hPa (29,38 inHg)   |                                                        |             |             |            |
| Steve                  | 27 de febrero-11 de marzo  | Ciclón tropical severo de categoría 3 | 150 km/h (95 mph)                 | 975 hPa (28,79 inHg)   | Queensland, Territorio del Norte, Australia Occidental |             |             |            |
| Norman                 | 29 de febrero-9 de marzo   | Ciclón tropical severo de categoría 4 | 185 km/h (115 mph)                | 930 hPa (27,46 inHg)   | Oeste de Australia                                     |             |             |            |
| Olga                   | 15-20 de marzo             | Ciclón tropical de categoría 2        | 90 km/h (55 mph)                  | 985 hPa (29,09 inHg)   |                                                        |             |             |            |
| Tessi                  | 1-3 de abril               | Ciclón tropical severo de categoría 3 | 140 km/h (85 mph)                 | 980 hPa (28,94 inHg)   | Queensland                                             |             |             |            |
| Vaughan                | 3-7 de abril               | Ciclón tropical de categoría 2        | 95 km/h (60 mph)                  | 985 hPa (29,09 inHg)   | Queensland                                             |             |             |            |
| Paul                   | 11-20 de abril             | Ciclón tropical severo de categoría 5 | 205 km/h (130 mph)                | 915 hPa (27,02 inHg)   | Islas Cocos                                            |             |             |            |
| Rosita                 | 14-21 de abril             | Ciclón tropical severo de categoría 5 | 205 km/h (125 mph)                | 930 hPa (27,46 inHg)   | Oeste de Australia                                     |             |             |            |
| 24F                    | 20-23 de mayo              | Tropical bajo                         | 75 km/h (45 mph)                  | 1.002 hPa (29,59 inHg) | Ninguno                                                | Ninguno     | Ninguno     | Ninguno    |
| Agregados de temporada |                            |                                       |                                   |                        |                                                        |             |             |            |
| 14                     | 2 de diciembre -23 de mayo |                                       | 205 km/h (130 mph)                | 915 hPa (27,01 inHg)   |                                                        | Desconocido | Desconocido |            |

## Nombre de tormentas
La Oficina de Meteorología de Australia asigna nombres a la mayoría de los ciclones tropicales de la región . Los ciclones tropicales se nombran si son sistemas de baja presión no frontales de escala sinóptica que se desarrollan sobre aguas cálidas, o si el análisis de intensidad de Dvorak indica la presencia de huracanes o vientos más fuertes cerca del centro. Por lo tanto, los sistemas tropicales con vendavales en uno o más cuadrantes, pero no cerca del centro, no se nombran. Todos los nombres asignados en la región de Australia se seleccionan secuencialmente. Solo los nombres utilizados durante esta temporada de ciclones se enumeran a continuación. La lista completa de nombres para cada cuenca se encuentra en las listas oficiales de la Organización Meteorológica Mundial.
Cada Centro Australiano de Alerta de Ciclones Tropicales (Perth, Darwin y Brisbane) mantiene una lista de nombres ordenados alfabéticamente y alternando hombres y mujeres. Los ciclones tropicales que se desarrollan en el sudeste del Océano Índico reciben nombres del Centro de alerta de ciclones tropicales en Perth. Esta región incluye las áreas al este de 90°E, al sur del ecuador, y al oeste de 125°E. Los ciclones tropicales que se desarrollan al sur del ecuador entre 125°E y 141°E reciben nombres del Centro de advertencia de ciclones tropicales en Darwin, Territorio del Norte. Esta área incluye la mayoría de los ciclones que se forman en el Mar de Arafura y el Golfo Occidental de Carpentaria. Los ciclones tropicales en el Mar de Coral y el Golfo Oriental de Carpentaria entre 141°E y 160°E y al sur de 10°S reciben nombres asignados por el Centro de Advertencia de Ciclones Tropicales en Brisbane, Queensland.

### Perth
- Ilsa - John - Kirrily - Leon - Marcia - Norman - Olga - Paul - Rosita

### Brisbane
- Steve - Tessi - Vaughan

No se formaron tormentas en la región de Darwin durante la temporada 1999-2000. Sin embargo, el ciclón Steve fue nombrado por TCWC Brisbane antes de pasar por el área de advertencia de Darwin. Además, el ciclón tropical Centro de Alerta en Port Moresby, Papúa Nueva Guinea se reserva el derecho de ciclones nombre que se desarrollan en el Mar de Salomón y el golfo de Papúa, al norte de 10°S entre 141°E y 160°E. Los nombres se seleccionan al azar de su lista y se retiran una vez que se utilizan. Este centro de alerta no nombró ciclones durante la temporada 1999-2000.